# Sally Face
Саллі Фейс (англ. Sally Face або SF) — комп'ютерна пригодницька гра жанру інді, створена Стівом Гебрі (Portable Moose). Головний герой — Саллі Фішер, теж відомий як Саллі Фейс і Сал, блакитноволосий хлопчик з протезом на обличчі. Гра складається з 5 епізодів: Дивні сусіди, Нещастя, Ковбасний інцидент, Суд, Спогади і Мрії.

## Створення гри
Гра Sally Face була розроблена інді-ігровою студією Portable Moose, до складу якої входить сольний розробник Стів Гебрі. Розробка гри зайняла п’ять років. Вона була розроблена за допомогою ігрового рушія Unity. Хоча Стів вперше винайшов концепцію та світ Sally Face приблизно в 2006-2007 роках, розробка гри офіційно не почалася до 2015 року. Стів називає мультфільми 90-х і свої  кошмари своїм головним натхненням. У 2016 році краудфандингова кампанія Indiegogo, яка виділила на гру 13 697 доларів, дозволила Стіву Гебрі почати працювати над Sally Face у повній мірі. Саллі Фейс, Епізод 1: "Дивні сусіди" був випущений 16 серпня 2016 року на itch.io та 14 грудня в Steam. Епізод другий: "Нещастя" вийшов 7 липня 2017 року. Епізод третій: "Ковбасний(болонський) інцидент" був випущений 10 лютого 2018 року. Епізод четвертий: "Суд" вийшов 30 листопада 2018 року. П’ятий епізод: "Спогади та мрії" був останнім епізодом і був випущений 13 грудня 2019 року. 21 січня 2021 року гра вийшла на Nintendo Switch, а 14 квітня 2022 з'явилася на PlayStation 4 та Xbox One.

## Сюжет

### Епізод 1: "Дивні сусіди"
Сал Фішер – 15-ти річний підліток, який переїжджає до Апартементів Едіссона у місті Нокфелл з Нью-Джерсі зі своїм батьком. З діалогів у грі, стає зрозуміло, що теоретичною причиною переїзду є смерть матері Саллі. Перед днем їхнього переїзду була жорстоко вбита їхня сусідка місіс Сандерсон. Саллі знайомиться з сусідами включно з Ларрі, який впевняє його у тому, що є свідком цього злочину. Під їхню підозру попадає Чарлі з 204 квартири. Саллі з допомогою Ларрі находить докази до цієї теорії і Чарлі заарештовують.

### Епізод 2: "Нещастя"
Через кілька місяців Ларрі каже Салу, що відчуває, що його прокляв демон  через вчинок у його дитинстві. Сал обіцяє йому допомогти і йде до Тодда Моррісона, сусіда їхнього віку, який удосконалює  гаджети. Тодд модифікує "Gear Boy" Сала, щоб мати можливість виявляти паранормальні явища (привиди,демони), і вони втрьох досліджують апартаменти. На 5 поверсі, який знаходиться у стадії ремонту, Сал потрапляє в таємну кімнату, де стикається з демоном. Ларрі втручається, щоб врятувати Сала і знищує демона за допомогою гаджета, удосконаленого Тоддом.

### Епізод 3: "Ковбасний інцидент"
Через два роки Сал і його друзі вирішують дослідити причину дивного смаку ковбаси у їхній шкільній їдальні. Дізнавшись, що його виробляє вчителька математики місіс Пакертон, яка живе у апартаментах Еддісона, Сал, Ларрі і Еш вирішують проникнути в її квартиру. Тут вони виявляють, що ковбаса готується з людського м’яса. Їхня подруга Ешлі виявляє прихований сміттєпровід і падає в нього. Сал, Ларрі і Тодд виявляють, що він веде до культистського храму під будівлею. Потрапивши у храм, вони рятують подругу.

### Епізод 4: "Суд"
П’ять років потому дорослий Сал живе з Тоддом у будинку по дорозі від Еддісон Апартментс, де вони провели останні роки, досліджуючи культ. Ешлі приходить у гості, і вони з Салом йдуть на побачення. Тієї ночі Сал отримує дивні повідомлення від Ларрі, після чого він поспішає до квартири і виявляє, що Ларрі вчинив самогубство. Саллі і привид Ларрі разом пробиваються крізь апартаменти, де в потойбічному світі показано, що всі мешканці поросли дивним виростом. Коли Сал добирається  Терренса Еддісона, власника будівлі, який ніколи не виходить зі своєї кімнати, він виявляє, що Терренс з дитинства був одержимий зеленою масою. Сал перемагає масу, але Терренс каже йому, що він повинен вбити всіх заражених жильців апартаментів, щоб покінчити з цим назавжди. Неохоче Сал вбиває всіх мешканців. У вестибюлі він знаходить Тодда, який став одержимий дияволом. Прибула поліція, і Сал заарештовують.
Через два роки Сал став перед судом і, незважаючи на всі зусилля Ешлі, засуджений до смерті та страчений на електричному стільці як серійний вбивця.

### Епізод 5: "Спогади і Мрії"
Після смерті Саллі, Ешлі продовжує Тоддові розслідування культу. Вона монтує вибухівку в головному культовому храмі, але не може змусити себе підірвати її. Віривши, що Саллі судилося знищити культ, вона починає ритуал, з метою воскресити Саллі, і жертвує собою, щоб стати фізичним господарем для його духу, тимчасово зберігаючи її життя і надаючи їй особливі здібності. Вони йдуть до храму, де Ешлі, дух Саллі і привид Ларрі перемагають «Нескінченного», основну сутність культу, рятуючи Тодда від одержимості.

## Геймплей
Використовуючи формулу пригодницької гри «вкажи та клацни»(point-and-click), що починається в історії, з великим акцентом на розповіді, дослідженнях та розгадуванні головоломок, у поєднанні з прямим керуванням персонажем. Гравцям пропонується поговорити з багатьма ігровими персонажами та досліджувати середовище, щоб знайти секрети; часто повертаючись до середовища пізніше, щоб побачити, як все змінилося. Кожен епізод Саллі Фейс містить складні, додаткові головоломки, які розкривають більше ходів у історії. Гра також включає різні міні-ігри, які не впливають звичайний ігровий процес, проте за проходження яких можна отримати більше сюжетних ходів та досягнень. Протягом гри ви можете отримувати досягнення, а для того, щоб їх переглянути потрібно у меню гри перейти у відділ «Досягнення».

## Музика
Автором фонової музики у грі також є Стів Гебрі. За 2021 рік його прослухали 10.1 мільйонів разів у 160 країнах (Spotify). Група, яка згадується у 1 та 3 епізоді ("Сенсова фальсифікація", англ. Sanity`s Fall), є вигаданою. 
| Назва                                                                                   | Епізод |
| --------------------------------------------------------------------------------------- | ------ |
| Memories and Dreams [Архівовано 4 грудня 2021 у Wayback Machine.]                       | 1      |
| (Sanitys Fall) Singular [Архівовано 4 грудня 2021 у Wayback Machine.]                   | 1      |
| Empty Hallways [Архівовано 4 грудня 2021 у Wayback Machine.]                            | 1      |
| I Still Dream About Her [Архівовано 4 грудня 2021 у Wayback Machine.]                   | 1      |
| House of the Wretched [Архівовано 4 грудня 2021 у Wayback Machine.]                     | 1      |
| Dark Things [Архівовано 4 грудня 2021 у Wayback Machine.]                               | 1      |
| Haunted Hallways [Архівовано 4 грудня 2021 у Wayback Machine.]                          | 2      |
| Radio Tune: Rockin' [Архівовано 4 грудня 2021 у Wayback Machine.]                       | 2      |
| Radio Tune: Killin' [Архівовано 4 грудня 2021 у Wayback Machine.]                       | 2      |
| Radio Tune: Chillin' [Архівовано 4 грудня 2021 у Wayback Machine.]                      | 2      |
| Radio Tune: Trippin' [Архівовано 4 грудня 2021 у Wayback Machine.]                      | 2      |
| Radio Tune: Hoppin' [Архівовано 4 грудня 2021 у Wayback Machine.]                       | 2      |
| Radio Tune: Gone [Архівовано 4 грудня 2021 у Wayback Machine.]                          | 2      |
| Remnants in Dreams [Архівовано 4 грудня 2021 у Wayback Machine.]                        | 2      |
| Inverted Things [Архівовано 4 грудня 2021 у Wayback Machine.]                           | 2      |
| In Seeking Providence III: Resisting Fate [Архівовано 4 грудня 2021 у Wayback Machine.] | 2      |
| In Seeking Providence II: A Broken Home [Архівовано 4 грудня 2021 у Wayback Machine.]   | 2      |
| In Seeking Providence IV: A Distant Echo [Архівовано 4 грудня 2021 у Wayback Machine.]  | 2      |
| In Seeking Providence V: Somewhere Else [Архівовано 4 грудня 2021 у Wayback Machine.]   | 2      |
| Schoolyard Jam [Архівовано 4 грудня 2021 у Wayback Machine.]                            | 3      |
| Rob's Jam [Архівовано 4 грудня 2021 у Wayback Machine.]                                 | 3      |
| Doodle Jam [Архівовано 4 грудня 2021 у Wayback Machine.]                                | 3      |
| Blood of the Goat [Архівовано 4 грудня 2021 у Wayback Machine.]                         | 3      |
| Clumpy: Victorious [Архівовано 4 грудня 2021 у Wayback Machine.]                        | 3      |
| Clumpy: Toxic Angel [Архівовано 4 грудня 2021 у Wayback Machine.]                       | 3      |
| (Sanity's Fall) Void [Архівовано 4 грудня 2021 у Wayback Machine.]                      | 3      |
| The Gavel [Архівовано 4 грудня 2021 у Wayback Machine.]                                 | 4      |
| A Forgotten Ballad [Архівовано 4 грудня 2021 у Wayback Machine.]                        | 4      |
| A Dark Place [Архівовано 4 грудня 2021 у Wayback Machine.]                              | 4      |
| The Other Side: A Forgotten Ballad [Архівовано 4 грудня 2021 у Wayback Machine.]        | 4      |
| The Other Side: Dark Things [Архівовано 4 грудня 2021 у Wayback Machine.]               | 4      |
| The Other Side : Departure [Архівовано 4 грудня 2021 у Wayback Machine.]                | 4      |
| The Other Side: Rob's Jam [Архівовано 4 грудня 2021 у Wayback Machine.]                 | 4      |
| A Sudden Chaos [Архівовано 4 грудня 2021 у Wayback Machine.]                            | 4      |
| Surrendering to the Sunset [Архівовано 4 грудня 2021 у Wayback Machine.]                | 5      |
| Before He was Gone [Архівовано 4 грудня 2021 у Wayback Machine.]                        | 5      |
| Everything and Nothing [Архівовано 4 грудня 2021 у Wayback Machine.]                    | 5      |
| Toon Tune [Архівовано 4 грудня 2021 у Wayback Machine.]                                 | 5      |
| The Endless Battle [Архівовано 4 грудня 2021 у Wayback Machine.]                        | 5      |
| Plague of Shadows [Архівовано 4 грудня 2021 у Wayback Machine.]                         | 5      |
| Dimension 32 [Архівовано 4 грудня 2021 у Wayback Machine.]                              | 5      |
| The Other Side: Plague of Shadows [Архівовано 4 грудня 2021 у Wayback Machine.]         | 5      |

## Персонажі

### Саллі Фішер
- Саллі Фішер – протагоніст, син Генрі та Діани Фішерів. З кожним епізодом Саллі розвивається як персонаж. Трагічний нещасний випадок у дитинстві призвів до смерті його матері та залишив на його обличчі серйозні шрами, через які він носить протез на обличчі. Через роки після цього інциденту Сал та його батько переїхали до міста Нокфелл, щоб почати все спочатку, проживаючи в номері 402 Апартаментів Еддісона.

6 серпня 1984 року сім'я Фішерів вирушила на пікнік у мальовниче та сонячне місце, де маленький Сал побачив собаку і захотів погладити її. Після вмовлянь матері почекати батька, вона дозволяє Саллі погладити пса. Проте з'ясувалося, що "собакою" насправді був чоловік у собачій масці (ким був Кеннет Фелпс) і з дробовиком. Його намір полягав у тому, щоб покінчити з життям хлопчика через пророцтво, що передбачає, що молодий хлопчик завадить культу втілити їхню мету в життя. Саллі вижив, але ціною життя матері.
Після доленосного візиту до лікарні Салу довелося пристосовуватися до нового життя зі своїм протезом, і прийняти прізвисько, яке дали йому хулігани: Саллі-Кромсалі (Sally Face)
Сал був сміливою та розумною людиною. Він винахідливий і має здатність зберігати холоднокровність під час стресових ситуацій, що видно під час його взаємодії з привидами. Він доброзичливий і ввічливий, незважаючи на грубі або злякані відповіді, які він міг отримати від людей, які реагують на його протез, або на нього самого. Сал вважав за краще вирішувати справи мирним шляхом без насильства, і був добрий і поблажливий навіть тим, хто був недружелюбний до нього, про що свідчить "Ковбасний інцидент", коли він попри булінг зі сторони Тревіса, підтримав його. Його співчуття та готовність допомогти людям, незалежно від їх зовнішнього вигляду чи поведінки, демонструвалися знову і знову.
Хоча Сал – хлопець, його, схоже, не хвилює, ні те, як люди сприймають його, ні стереотипні ґендерні ролі, про що свідчить його традиційно "жіноча зачіска", і як він не пробував виправити міс Розенберг, коли вона назвала Саллі дівчиною під час зустрічі з ним. Крім того, вперше зустрівши Меган, він чує від неї : "Хвостики-це для дівчаток, дурний!", на що відповідає, що ніхто ніколи не говорив, що тільки дівчатка можуть мати таку зачіску, і що йому теж подобається цей стиль.
Сал страждав на депресію і мучився від кошмарів, що стало сильніше давати себе знати в епізоді 4. За роки, проведені у в'язниці, Сал став набагато більш змученим і менш довірливим.

### Ларрі Джонсон
- Ларрі Джонсон – один із головних персонажів. Син Лізи та Джима, (у 4 епізоді - його вітчимом стає Генрі Фішер). Ларрі з'являється в першому епізоді як сюжетний персонаж після того, як Сал знайомиться з Лізою (матір Ларрі). Проживає під 1 поверхом у квартирі, яку віддали Лізі за те, як каже Ларрі, що вона тут працює.

Ларрі зухвала і самовпевнена, людина-авантюра. Спираючись на деякі сцени з гри, можна впевнено сказати, що він будь-якої хвилини готовий захистити своїх друзів, він безстрашний і вірний. Іноді вживає нецензурну лайку, що робить його образ дещо агресивним, але не злим та негативним.
Ларрі – високий і худорлявий хлопець із довгим носом, у нього пряме зачесане назад волосся, товсті брови і досить виразні мішки під очима (деякі фанати вважають, що це підводка), під лівим оком у нього родимка. З одягу він носить футболку горіхового кольору з логотипом метал-групи під назвою «Змістова Фальсифікація» (англ. Sanity's Fall, «Падіння розуму»). На ньому джинси тьмяно-синього кольору з ланцюжком та черевики болотного кольору із застібками. У нього довге темно-каштанове волосся, темні брови та карі очі. Взимку Ларрі поверх футболки одягав червону толстовку.
Будучи дорослим хлопець нічим не змінився, крім того, що став м'язистішим і у нього з'явилася невелика щетина.

На початку 4 епізоду Саллі отримує повідомлення-прощання від Ларрі, після чого взнає, що той вчинив самогубство.

"Сал, я знаю, що це важко зрозуміти. Вибач. Будь ласка, не звинувачуй себе і не тримай на мене зла. Мені дуже пощастило, що ти з'явився у моєму житті. Про більше я й просити не міг, чувак. Я знаю, що ти будеш робити великі справи. Не зупиняйся. Продовжуй боротися з темрявою. Вона наближається. Я чую її шепіт у себе в голові. Він стає гучнішим. Я хочу, щоби це закінчилося. Більше не можу терпіти. Ти набагато сильніший за мене. Я тебе люблю, Саллі-Кромсалі. Завжди любитиму. Побачимося з іншого боку, Ларрі ”

— Останні слова у записці від Ларрі.

### Тодд Моррісон
- Тодд Моррісон – сюжетний персонаж, син Рея та Яніс Моррісонів, кращий друг і однокласник Саллі, Ларрі і Ешлі. А також хлопець Ніла. В кінці 3 епізоду він з'являється в психлікарні через вплив червоноокого Демона.

Тодд невисокий хлопець, типовий ботанік. У нього бліда рожева шкіра і густі чорні брови, його волосся коротке, але дуже кучеряве і яскраво-рудого кольору, на носі у нього круглі окуляри. Одягнений він у болотяні штани в смужку і лікарняну сорочку, на ногах коричневі черевики, а на лівій руці годинник.
Дорослий Тодд більш неохайний і має помітну зайву вагу, на ногах у нього сандалії коричневого кольору, під якими одягнені білі шкарпетки, на ногах охідні бриджі болотного відтінку, волосся стало довшим і схожим на дреди, на обличчі є чорна, ледь помітна щетина.
В 5 епізоді він став худим і підтягнутим, замість щетини у нього з'явилася борода.
Невідомо нічого про минуле Тодда, але ми знайомимося з ним у 2 Епізоді де він показаний "відмінником" і людиною, яка добре знається на комп'ютерах.
Тодд зібраний і серйозний хлопець, до всіх речей він ставиться дуже серйозно та розважливо оцінює будь-яку ситуацію.

### Ешлі Кемпбелл
- Ешлі Кемпбелл – одна з сюжетних персонажок. Вона найкраща подруга Саллі. Крім того, вона, як і Ларрі, бачила обличчя хлопця під протезом. Вона перший персонаж, який проживає не в апартаментах, а у місті. Друга протагоністка (5 епізод).

Ешлі красива дівчина середнього зросту з довгим каштановим волоссям, у неї зелені очі з довгими фарбованими віями і чорною підводкою. Шкіра дівчини світла, з одягу має довгий світшот фіолетового кольору, на шиї чорний чокер, коричневі  легінси та аквамаринові кеди.
Після закінчення школи Еш обрізала волосся, щоб зручніше було кататися на мотоциклі, замість легінсів у неї рвані бриджі та чокер із маленькою монеткою на ньому, на руках у неї зелені байкерські рукавички, носить чорну шкірянку.
У Ешлі добрий характер, вона дуже дбайлива і турботлива персонажка, але незважаючи на це, у Еш є задатки прекрасної лідерки, вона рішуча та цілеспрямована.

## Критика
Саллі Фейс загалом була позитивно сприйнята критиками. Вебсайт Gamers Decide включив Sally Face до 10 найкращих інді-ігор. Nerdvana назвав її «психологічним шедевром жахів» і похвалив гру за те, що вона викликає сильні емоції. Adventure Gamers критикують Саллі Фейс за заплутаність і за приховування важливих елементів історії за необов’язковими головоломками, але в кінцевому підсумку стверджують, що це:
«Вартий і унікальний ігровий досвід, у який потрібно грати, щоб повірити».

### Нагороди
- Переможець у номінації «Інді року 2018» - IndieDB[11];
- Фіналіст, "Indie - Digital" - Let's Play PA 2017[12];
- Топ-100, "Інді року" - IndieDB[13].